# Río Adonis
34°03′44″N 35°38′32″E / 34.06222, 35.64222
El río Adonis (En árabe: نَهر أَدونيس , Griego antiguo: Ἄδωνις), es un río en el oeste de Líbano en la gobernación de Keserwan-Jbeil, con una longitud de aproximadamente de 28 km de longitud. Nace en la Gruta de Afqa y desemboca en el mar Mediterráneo. En tiempos clásicos se le conocía como río Adonis (griego Ῥυνδακός). El actual nombre oficial es el de río Abraham (en árabe: نَهر إبراهيم‎, Nahr Ibrahim), en honor a Abraham de Cirro, predicador que convirtió al cristianismo a la población local del Monte Líbano. El mito de la muerte de Adonis se sitúa en su cuenca. En tiempos clásicos era centro del culto a Afrodita. A lo largo del siglo XXI, el área empezó a protegerse. Gran parte de la cuenca alta es protegida como la Reserva de la Biosfera de Jabal Moussa.

## Etimología
Su nombre clásico, Ἄδωνις (Ádōnis), pronunciación griega: [ádɔːnis]) se deriva de la palabra cananea ʼadōn, que significa "señor". Esta palabra está relacionada con Adonai (hebreo: אֲדֹנָי), uno de los títulos usados para referirse al Dios. Y hace referencia al dios Adonis.
Su nombre oficial en el actual Líbano, que recibe el río es el de río Ibrahim (en árabe: نَهر إبراهيم‎, Nahr Ibrahim) que hace referencia a Abraham de Cirro, un discípulo de Marón de Líbano, que convirtió la región al cristianismo.

## Geografía
El monte Líbano es una cadena montañosa de piedra caliza atravesada por varios ríos, incluido el río Abraham. Este río es el menos contaminado del Líbano.
El río Adonis (Nahr Ibrahim) es uno de los quince ríos principales del Líbano. Tiene 28 km de longitud, comenzando en la cima del monte Líbano, el río fluye hacia el oeste, desembocando en el mar Mediterráneo.
La fuente del río Adonis es el manantial de Afqa, se encuentra dentro de una cueva, a una altitud de 1250 m. Nahr Rouiess es el principal afluente que alimenta a río Adonis y se une al río principal en Kartaba. El Nahr Roueiss se alimenta del manantial de Roueiss. El Nahr Dibb y el Ouadi Ghabour son otros afluentes importantes. Varios otros pequeños afluentes perennes también alimentan el río principal.
El área de la cuenca es de 330 km² y se extiende desde la vertiente occidental del monte Líbano hasta el mar Mediterráneo. En el borde norte de la cuenca se encuentra la cuenca del Nahr el-Djoz, y en el borde sur está la cuenca de Nahr el-Kelb. La cresta del monte Líbano forma la frontera oriental, que tiene 27 km de largo. La elevación de este borde disminuye de norte a sur, de 2625 m.s.n.m a 1875 m s. n. m.
El valle y los sitios arqueológicos están incluidos en la Lista indicativa del Patrimonio Mundial de la UNESCO desde 1996.

## Historia
Durante la antigüedad, el área fue poblada por fenicios, en este tiempo surge el culto a Adonis. Cerca se encontraba un templo dedicado a Astarté, del cual solo se conserva la planta. Un camino de peregrinaje discurría por su lado norte hasta Afqa, escenario de la trágica historia de amor de Afrodita (Astarté) y Adonis. En el 35 d.C. los discípulos llegaron al Líbano para predicar la palabra de Cristo y comenzó la conversión al cristianismo.
La fe cristiana penetró el monte Líbano a finales del siglo IV a través del discípulo de Marón, Abraham de Cirro. San Abraham, también conocido como el Apóstol del Líbano, se propuso convertir al cristianismo a la población local del Monte Líbano. Cuenta la leyenda que San Abraham llegó por primera vez al pueblo alto de Aqura (ܥܐܩܘܪܐ عاقورا) disfrazado de comerciante de nueces para una comunidad pagana hostil, que finalmente se abrió a él después de ayudar a un poblador. El cercano río Adonis pasó a llamarse Nahr Ibrahim (نهر ابراهيم) en homenaje al apóstol. Esta desconfianza se entiende debido a que el lugar era habitado por paganos fenicios. Muchos llegaron al área desde la costa, en busca de autonomía.
Se construyó una planta hidroeléctrica en el valle durante los años 1950. El río Adonis se ha utilizado para generar energía hidroeléctrica para los residentes y las fábricas de la zona. Además, una vez hubo una pequeña cantidad de instalaciones industriales y canteras en el curso inferior del río que utilizaba el agua del río Adonis para sus operaciones diarias.
Durante los quince años de guerra civil en el Líbano (1975-1990), se perdieron gran parte de los datos históricos y las estadísticas del río. Después de la guerra civil, el país priorizó el desarrollo económico y hasta hace poco se prestó poca atención a la sostenibilidad ambiental. En el 2000, no habían plantas de tratamiento de aguas residuales en el Líbano para manejar los desechos municipales, por lo que se vertían directamente al mar Mediterráneo y otras aguas superficiales.
El valle y los sitios arqueológicos están incluidos en la Lista indicativa del Patrimonio Mundial de la UNESCO desde 1996. En 2000 Los residentes locales utilizan principalmente el agua del Nahr Ibrahim para regar, lavar y beber. La mayoría de las personas en las aldeas rurales, como las que se encuentran en la cuenca de Nahr Ibrahim, solo hablan árabe.
A lo largo del siglo XXI, el área empezó a protegerse. Gran parte de la cuenca alta es protegida como la Reserva de la Biosfera de Jabal Moussa. Para eso surgieron las figuras de protección: Bosque Protegido (2008, por el Ministerio de Agricultura), Zona de Aves de Importancia Global (2009, BirdLife International), Área Natural (2012, por el Ministerio de Medioambiente), Escaleras Romanas - Lugar histórico (2012, Dirección General de Antigüedades- Ministerio de Cultura).

## Mitología

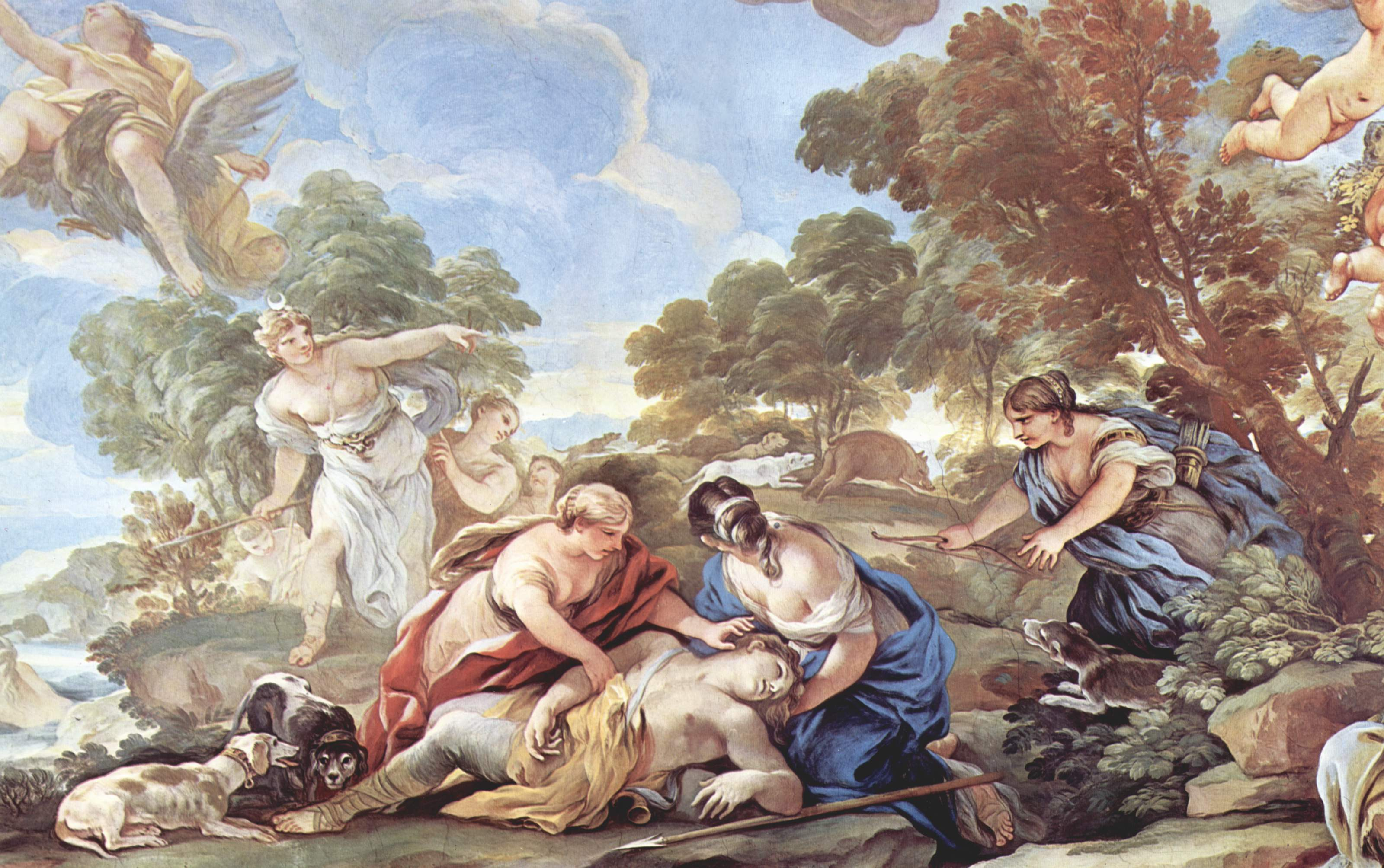
Escena de la Muerte de Adonis, galería del Palazzo Medici-Riccardi.

En la mitología griega, el río Adonis había sido escena del mito de Afrodita y Adonis. Ovidio nos cuenta que, producto de la relación incestuosa entre Mirra y su padre nació Adonis. Mirra padeció discriminación a causa de su crimen. Mientras seguía embarazada, pidió a los dioses no estar entre los vivos y los muertos. Estos concedieron su deseo y la transformaron en el árbol de la mirra.
El niño creció y Venus se enamoró de él. Ella le visitaba, y cazaban juntos. Pero un día, durante la cacería, un jabalí atacó a Adonis, y le clavó sus colmillos en su ingle, haciéndolo desangrarse. Afrodita oye el lamento y se acerca a él. Adonis muere y ella lo lamenta. En ese momento decreta que cada año se imitará su lamento, para esto hace que la tierra en ciertos días del año se vuelva roja como la sangre de su amado. También decretó que la sangre de su amado se vuelva flor, surgiendo así las anémonas.
Otra versión del mito es la de la Bibliotheke de Pseudo-Apolodoro, nos dice que Hesíodo, en una obra desconocida que no sobrevive, nos cuenta que Adonis era el hijo de Phoenix y la Alphesiboea no identificada. En una versión de la historia, Afrodita se lastimó a sí misma en una espina de un arbusto de rosas, y la rosa se tiñó de rojo por la sangre.
En otra versión, una flor de anémona creció en el lugar donde murió Adonis, y una rosa roja donde cayeron las lágrimas de Afrodita. El poeta del siglo III a. C., Euforión de Calcis comentó en su Hyacinth que "Sólo el Cocito lavó las heridas de Adonis". Según la De Dea Syria de Luciano, cada año durante el festival de Adonis, el río Adonis en el Líbano (ahora conocido como el río Abraham) se puso rojo de sangre.
De hecho, el río fluye rojo cada febrero debido al volumen de suelo que arrastran las montañas por las fuertes lluvias invernales, lo que hace que parezca que el agua está llena de sangre.